# NGC 6893
NGC 6893 ist eine linsenförmige Galaxie vom Hubble-Typ SB0 im Sternbild Teleskop am Südsternhimmel. Sie ist schätzungsweise 135 Millionen Lichtjahre von der Milchstraße entfernt und hat einen Durchmesser von etwa 105.000 Lichtjahren.
Am 26. März 2022 wurde in NGC 6893 eine Supernova des Typs Ia entdeckt (SN 2022fpo), die am 1. April 2022 eine scheinbare Helligkeit von 15,4 mag erreicht hat.
Das Objekt wurde vom Astronomen John Herschel am 7. Juli 1834 mit einem 47,5-cm-Spiegelteleskop entdeckt.